# アマテラスのミカド
アマテラスのミカド（天照帝）は、永野護の漫画『ファイブスター物語』の主人公である架空のキャラクター。ジョーカー太陽星団イースター太陽系の惑星デルタ・ベルン全土を占める国家連合体A.K.D.（アマテラス・キングダム・ディメンス）の光皇である。数々の神技と不滅の肉体を持っている。フルネームは天照・ディス・グランド・グリース・エイダス・フォース（天照家第84代の男帝）。他の天照の者との区別のため「エイダス・フォース」（84代目）と代数で呼ばれる事もある。

## 設定
星団暦2020年、母親（先代帝であるアマテラスのミコト）の処女懐胎により誕生したと言われる。白皮症（アルビノ）であり、純白の肌と頭髪、白目のない真っ赤な眼を持つ。不老不死で物語開始の時点で1000歳を超えているが外見は100歳前後（地球人の20代）にしか見えない。
星団随一の美貌と頭脳、そして最強の騎士とダイバー(新設定ではバイター)の力を持つ（この双方の能力を持つ者は「バイア(新設定ではツバイ)」と呼ばれる）。生まれつき感情というものを持っておらず、一見人間らしい立ち振る舞いに見えるのも、幼少時より母親に教え込まれたり自ら学習したりした「人間らしい反応」をTPOに応じて（ファティマを遥かに超える演算速度で）取捨選択し、表しているに過ぎない（一種の哲学的ゾンビといえる）。ただそれ故に為政者としては公平かつ合理的な政策を執り、内外の圧倒的な支持を得ている。母国グリース全土の所有者であり、星団一の財力の持ち主でもある。一般には知られていないがマイト(新設定ではガーランド)と同等の能力も持っているため、ミラージュ騎士団専用の機体である「ミラージュ・マシン」の開発、浮遊城フロートテンプルの建造など、多くの科学的業績を残している。
彼には親友と呼べる者は現在に至るまで4人しかいないという。内2人は星団暦3031年（単行本第12巻）の時点で他界している。一人はファティママイト(ガーランド)であるクローム・バランシェ（クローム・アイツ・フェイツ・バランス・エルフ）、一人はジュノー星にあるコーラス王朝の元首であるコーラス23世（コーラス・サード）。そしてアドラー星にあるトラン連邦の大統領ミッション・ルースとミラージュ騎士団総司令のファルク・ユーゲントリッヒ・ログナーである。
彼は生涯で二人の妻を娶った。最初の妻は聖宮ラーンから送り込まれてきた詩女であったメル・クール・リトラであったが、アマテラスの力の影響により早世している。2988年、バランシェの44体目のファティマであるラキシスを新たに迎えるが、カラミティ・ゴーダーズ星崩壊時に行方不明になっている。後に緑の惑星「フォーチュン」にてラキシスと再会。その後娘カレンが誕生している。なお、カレンは通常の生殖とは異なる（我々の常識や知識では理解不能な）"出現"をしたと言われている。
幼い頃のラキシスと交わした約束を守り、彼女の為だけに作ったMHザ・ナイト・オブ・ゴールド(K.O.G.、新設定ではGTM帝騎マグナパレス)は、全身が金色に輝く（実際装甲に金がインサートされている）星団最強クラスの機体である。これに匹敵する機体は、バランシェの末娘クローソーの駆るMHジュノーン(GTMエンドレス)以外には存在しないと言われている。
星団歴3159年以降は各惑星への大侵攻を行い、圧倒的な力で全星団を武力制圧するが、やがてコーラス26世を中心とする反乱軍の前にA.K.D.が滅亡するのを見届けると、時空の彼方へ飛ばされたラキシスを追って旗艦「ウィル」で星団を去る。
彼はFSSという神話を統べる神であり、騎士やダイバー(バイター)、マイト(ガーランド)に見える能力も全て神の力であるが、ジョーカーの人々にはその事は知られていない。ただし一部の国家元首を始めとする要人達や、ラーンの詩女達などは彼が尋常の存在でない事を薄々感じとっており、システム・カリギュラからはジョーカー最大の謎として「不可触の象徴（バフリング・アイドル）」と呼ばれている。その神の力は文字通り万能の力であり、「死ぬ事が出来ない」自身が語っているように灰になろうとも瞬時に蘇ることが出来る他にも、死んだ他の人間すらを生き返らせる事すら可能であるが、母ミコトの言いつけを守り、ジョーカーにおいては自身に対する場合を除きその力を封じている。
他にも後述の分身体や異界との扉を開く「次元回廊」など多くの超神技を持つが、それでも56億7千万年後にラキシスとの融合により発現する全次元全時空を超越する最終形態・天照大神（天照・ディス・グランド・フォーチュン・エイダス・フォース）に比べればまったく話にならないほど非力な存在であり、劇中でも本来しもべである全能神ジョーカーにその力を一時的に封じられている（第4話）。なお星団暦2020年のアマテラスの出現自体が天照大神によりプログラムされたものであり、因果律を超越した存在である。その存在はジョーカー最大の謎の一つであり、クローム・バランシェやシステム・カリギュラなど星団中の英知がその謎に挑んでいる。
誕生からのあらゆる経験を完全に記憶し、ファティマをも上回る速度で適切な反応を常に抽出することが出来る反面、神であるゆえか論理飛躍をすることはできない模様（要するにカンが非常に鈍い）で、第4話で国許の心配をするアマテラスにアトロポスから「城にはラキシスがいるので大丈夫」と言われても理解できなかった。ラキシスの持つ神の力についても気付いておらず、彼女については「庇護すべき未完成のファティマ」という認識しか持っていない模様。本来アマテラスとラキシスしか起動できないヤクト・ミラージュをラキシスが単独で起動させシャフトとパルテノに託したことに関しても、シャフトらミラージュ騎士団左翼大隊が彼女を脅迫して起動させたものだと勘違いしていた。
公的には「ファティマ嫌い」で知られている。それは女忍者・巴のような生理的嫌悪感や女性故の嫉妬といったマイナス要因からではなく、自分自身人間ではないため、人間と同じ形に作られながら戦争の道具として産み出され、星団法で厳しく人権を制限され、ダムゲート・コントロールによりマスターに忠実であるよう感情まで制限される彼女たちを“人”として慈しみ愛するが故である。このため主を失った多くのファティマたちの庇護者ともなっている。特にバランシェファティマたちにとってアークマスターであり、ダムゲート・コントロール下におけるマスターとは別の主となっている。ソープが幼少期から成人、お披露目に至るまで見守り続ける存在であり、母親不在の彼女たちにとって母同然（♂ソープに向かって「お父様のお嫁さんになればいいのに」と無茶すぎることを言った子もいる）の愛情の対象であるがゆえである。バランシェファティマたちはアマテラスに不利になる記憶や情報を制限されており、彼に敵対する場合は精神に極度の負担をかけてしまう。この事実をアトロポスから聞かされたソープは苦悩している。そうした一方で、ファティマたちからは「怒らせると怖い」「おしおきが怖い」とたびたび評されている。
星団一の大富豪でフロートテンプルやらK.O.G.やらウィルやら使うときは盛大に使うがそうでないときはドケチ。アーレン・ブラフォードの入団に際しては意気消沈していた彼の言葉を真に受けて本当に契約金ナシで入団させてしまった。また、なにかというと金の心配をしている。（特に彼がソープのとき）吝嗇家という慣習は天照家の伝統、アイシャとワスチャ（ちゃあ・てぃ）の父コーダンテ公も衣類はツギハギだらけで娘たちにアルバイトでバランシェ家のメイドをさせている。アマテラス自身着る物には無頓着で普段着はほぼ一張羅同然で過ごしている。
またかなりの親不孝者で、母が大切にしていたパトラクシェ島を「このままであって欲しい」という願いを聞き入れずにフロートテンプルに改造してしまった。また母が定めた星団法に関しては表向き守っているものの「違反者を見逃す」「お尋ね者をミラージュに引っ張り込む」「違反事実をモミ消す」「身内が逮捕されそうになると実力行使に出る」などやりたい放題であり、遂に3159年の大侵攻開始と共に星団連合を脱退して公然と星団法を無視するに至っている。
本当に些細なことは気にしないところがあり、プリンセス・タイトネイプのミラージュ入りの件でダイアモンド・ニュートラルと泰千錫華がフロートテンプルに乗り込んだ際には、（タイトネイプに無理やり引っ張られる形だったとはいえ）正装ではなくMH調整作業直後の汚い身なりのまま会いに行ったりしている。
パートナーであり、公的には義妹でもあるラキシスに対しては普段の冷静公平な彼からは考えられないほど甘い態度を取り、まったく頭が上がらず見事なまでに尻に敷かれている。幼少時代の彼女の言葉を真に受けてK.O.G.を建造したことに始まり、彼女のお披露目に影武者を立ててまでお忍びで近づく、ハグーダ戦役や魔導大戦などの戦場にも彼女に請われるまま連れ出す、そのために側近や影武者に実務を押し付ける…等々の振る舞いが目立つことから、影で、また時には半ば公然と「星団最強のバカップル」（第3巻のカラー口絵では大ボケ・コンビ）と揶揄されている。
これだけの権力・財力・能力を持ちながらも、神であることやラキシスの正体などが知られていないこともあって、ジョーカーの大衆からは「凄い人だということを忘れるほど情けない」「見ていて面白い」「凄く色っぽい」などと思われている。

## 分身
アマテラスは4つの分身を持ち、身分を隠して星団のあちこちに出没する。特にソープ二人の状態は天照本人と同一視される側面もあるが、厳密にはそれぞれの個別の人格を持っている。
ソープとソープ’はアマテラスの「分身」というよりは「変装」（ソープ’の場合は「変身」）で、同一人格という扱いをしているため、アマテラス、ソープ、ソープ’が同時に現れる事はない。なおアマテラスからソープへは、表向き「薬を使って変身している」ことになっているらしい。また、エイリアスという体裁のメル・リンスと東の君に関しては公の状態から出現させる際には天照本体は行動不能になるという演技をしている。しかし実際はそれぞれが独立した人格を持つ存在であるため、魔導大戦時にはアマテラス、メル・リンス、東の君の3人が同時にフロートテンプルに出現して会話するシーンがある他、第5話では親友であるバランシェの死後にはそれぞれの人格が独自の主張を行い大変だったと語っている。
以下の分身は一般にはアマテラスとは全く別人として扱われているが、国家元首級の人物の間ではこれら分身（特に2人の「レディオス・ソープ」）とアマテラスが同一人物であることが公然の秘密となっているようで、作中でもそのことを示す台詞がしばしば登場する。
レディオス・ソープ (LADYOS SOPP)
アマテラスがお忍びで外界に出る際の世を忍ぶ仮の姿。一応、建前ではアマテラスが主人公だがアマテラス本人よりも出番も台詞も多く事実上の主人公。名前そのものはアマテラスの幼名だが、アマテラスとは別人と言うことになっており、アマテラス本人がソープとして行動している時に諸外国への公式訪問などで「アマテラス」という存在が必要な場合、アイシャ・コーダンテやハインド・キル、斑鳩王子らがアマテラスの影武者を務める。名前の由来は、アニメ『重戦機エルガイム』の敵の首領の名前「（オルドナ）・ポセイダル」の英語表記を逆さ読みしたもの。
自称109歳（地球人の20歳前後）。男性だが美女と見紛う美貌の持ち主で、ボード・ヴュラード、ロードス・ドラクーンなどの男性キャラも虜にした。星団にその名を轟かす凄腕のMHマイスター(新設定ではGTMスライダー）として知られる。その整備スピードは並みのマイスターの10倍とも言われるが、これはMH/GTMの駆動音を聞くだけで問題部位をパーツ単位で特定して交換指示を出したり、通常は割り出しに数週間かかる調整パラメータを一発で出せる等の超絶的能力による。MH整備のため寝食を忘れて打ち込むことも多い。
性別は前述通り男性。性格は思慮深く、温和で常識的（ただノリで非常識な振る舞いをすることも）かつ謙虚。また、君主としての建前論に縛られているアマテラス本人よりも正義感や好奇心、義侠心が強い。「人間離れしていて気色悪い」とアマテラスを忌避する者も表情豊かで人間的魅力に溢れるソープには正体を知っていても心を開くことも多い。相手が国王だろうが一介の整備士だろうが分け隔て無く接する。バランシェファティマたちにとって馴染み深いのも彼である。アマテラスを人類の敵とみなすDr.ダイヤモンドでさえ、ソープの前では女っ気丸出しになってしまった。アマテラスにとって不利になることでも好奇心に逆らえず行うこともある。その最たる例がKOGの宿敵となる運命を持つジュノーンの改修に強大な力を持つL.E.D.ミラージュのエンジンを提供したことである。Dr.クローム・バランシェの死に際しては、当初生き返らせろとアマテラスに要求していたが、数年かけてバランシェの死を受け入れた。
2988年、成人したラキシスを迎えにK.O.G.でアドラー星の自由都市バストーニュを訪れる。この時バストーニュ領主ユーバー・バラダに雇われ、ヘルマイネのメンテナンスを指揮した。その後、ファティマ・ラキシスのお披露目に乱入し、コーラス23世ら来場者の祝福の中、ラキシスとの駆け落ちに成功する。
2989年、ハグーダ帝国との戦争が勃発したコーラス軍に参加。ブーレイ傭兵騎士団との戦いで大破したエンゲージSR.3（ジュノーン）の改修に当たる。アトキの決戦でコーラス軍が勝利した後、コーラス城でジュノーンをエンゲージSR.4に改修し、その封印に立ち会う。
2992年、L.E.D.ドラゴンの転生に際しボォス星カステポーへ出向くが、途中でシーブル軍のアーレン・ブラフォードに「殺害」され、再生を試みるが不発に終わり、力の喪失に気付く。L.E.D.ドラゴンから「命の水」を託された幼生すえぞうによって再生するが、この間、フロート・テンプルに動乱が起こる。さらに「命の水」を追うシーブルとアマテラスを探すA.K.D.が交戦した。
3031年、ファナと言う偽名を使うラキシスと共にハスハ入り。ミノグシア北部のベラ国の空港にてツラック隊支隊長ナルミと出会い、協力を申し出る。この際はそれまでの栗色の髪とは異なった黒髪の姿で登場している（3030年にバッハトマのハスハ侵攻で始まった魔導大戦にはA.K.D.は非介入を宣言していたが、これがラキシスの不興を買ってしまい機嫌を直すためワスチャの助言に従い自ら共に現地入りする事になった）。当初はファナ共にその浮付いた外見からAP騎士やGTM整備員から偏見の目を向けられるも、その超絶的能力を発揮して故障や損傷で壊滅状態だった同隊のGTM戦力を瞬く間に回復させ絶大な信頼を得る。さらにナルミにベラの窮状のマスコミ公開やツバンツヒの雇用を助言するなどして、圧倒的戦力で侵攻した枢軸連合軍の撃退に貢献した。また彼の正体を知るミースからGTM感応能力を失ったアウクソーの処遇の相談を受け、処分回避のためのフローレス称号申請を天照の名で行う事を約束している。
MHマイスター（GTMスライダー）としてレディオスの名は星団中に広まっているが、実際の活動記録はジョーカー人の寿命を遥かに越えた長い期間となっている。星団の人々はこれを「レディオス・ソープとは腕の良いマイスターに与えられる称号のようなもので、代替わりが行われているもの」と解釈している。
ソープ’（ソープ・ダッシュ）
ソープの女性の場合の名前。厳密には上記の男性版レディオス・ソープと識別する場合の呼称であり、フルネームは男性版と同じ「レディオス・ソープ」である。「レディ・ソープ」と呼ばれる事もある。
性別は前述の通り女性。性格は破天荒で常識知らず。情緒豊かでちゃっかりした性格だが、やや短気で、また自分の名前すら忘れるほど物忘れがひどいのが欠点である。Dr.クローム・バランシェの死に際しては理屈も何もなく泣きわめいていた。
バイアで天位騎士だが、いかなる騎士団にも属していない模様。
2629年、アドラー星サン・ローでクローム・バランシェとデイモス・ハイアラキに逢う。その際にハイアラキの飛燕剣を受けきり天位を授かる。4100年にはフロート・テンプルから脱出するロレッタ・ランダースとウェイ・ルースを導いている。
メル・リンス・ウザーレ・ターマ
アマテラスが神の力によって創り出した分身の一つ。表向きはエイリアスの能力で出現させているとしている。
性別は女性。性格は情誼に厚く心優しい反面、実力行使を辞さない決断力・行動力に富む。人間たちに訪れる「死」を悲しいが避けようのない意味あるものと思っており、Dr.クローム・バランシェの死に際しては「このままにしてあげて」と主張している。
星団最強のダイバーとして知られ、星団で最大のダイバー集団「ダイバーズ・パラ・ギルド（新設定では「天照家・典星舎」）」を総統のアマテラスに代わって主宰している。だが、彼女のやり方は東の君からは「甘い」と評されており、魔道大戦ではバッハトマ三悪の一人で“ズーム”の母ビューティーペールを筆頭に強力なソロのダイバーたちが大挙してバッハトマに鞍替えする事態に陥っている。歴代剣聖の剣技の数々をもコピーしているバイアでもある。
自分の出産を契機に能力を著しく消耗した母ミコトを危惧して生み出した経緯があり、ダイバーとしての能力は全盛期のミコトのコピーである。
2946年、自身の出生に絡んでクローム・バランシェ殺害を企てたカイエンが邸を襲撃した際に戦っている。深手を負いながらもカイエンの両腕をカルバリィ・ブレードで切断し屈服させた。リンスに完敗したことはカイエンにとって大きなトラウマとなっているが、リンス自身の傷も深く、アマテラスの中に戻ることも自力では出来なかった。
2997年、母ヤーボ・ビートの危機を察知したマグダル・ビートの呼びかけに応えてカステポーに飛び、ヤーボ、ポエシェ・ノーミン、ビョトン・コーララとボスヤスフォートとの交戦に駆けつけるも、既にヤーボらは殺害された後であった。その後カイエンにアトール皇帝ムグミカへの伝言を託している。
3010年、ボスヤスフォートの襲撃を予知し、アマテラスに協力して貰った上でカラミティ星からフロート・テンプルに乗り込みボスヤスフォートと対峙。ランドアンド・スパコーンやファルク・U・ログナーの陰に隠れまったく見せ場が無かったものの、ボスヤスフォートが撤収する直前に一撃を打ち込む事に成功し重傷を負わせる。
魔導大戦時の3030年、アマテラス、東の君と3人で現状について相談していた。
A.K.D.星団制圧後、反抗勢力の少年ラベル・ジューダ（コーラスⅥ世）を騎士へと鍛え上げる。
「リンス」はソープ（石鹸）の逆で、「ウザーレ・ターマ」はアマテラスのローマ字表記を逆さ読みしたもの。作者によればクローソーが登場しなくなることで同じ容姿のキャラクターを登場させたかったとのこと。
東の君（あがりのきみ）
リンス同様アマテラスの力によって創り出した分身。同じくエイリアスという事になっているが、リンスとは別個の存在である。
性別は男性。性格は皮肉屋で悪趣味、冷酷かつ尊大。超越者として人類を下等な存在とみなしている節がある。
パラ・ギルド（典星舎）所属のダイバー。能力はメル・クール・リトラのコピーで強力なパラサイマル。冷静沈着な人物だが、ボスヤスフォートに敗れたマグダル・アトールを「一生廃人、短い人生でしたね」と言い切ったり、バランシェを失って嘆き悲しむソープたち他の人格を冷ややかに見ている、上司に当たるリンスにもアマテラスの眼前で批判するなど、シニカルな部分も併せ持つ。元アトール女皇帝ナトリウム・フンフト・アトールの友人でもある。
他の分身たちと違い肉体を持たず、幽霊のように消える、通常人では登れない高さの建物の上に立つ等の描写がある。
2995年頃、デコース・ワイズメルとの戦いに敗れたヨーン・バインツェルの手当てを、旧友の娘であるナトリウム・シング・桜子に託すようジョルジュ・スパンタウゼンに勧める。その後もヨーンの動向を監視していた。
魔導大戦時の3030年にはハスハのムンスター市に滞在し、そこからアマテラス、リンスとのハスハの現状を巡る話し合いに加わっていた。

## 注
1. ↑  「光皇」は尊称。国家元首としての正規の肩書は「グリース王国国王、天照王朝皇帝、デルタ・ベルン代表永世大統領」（設定集『F.S.S.DESIGNS 1』より。単行本第5巻では「グリース王国国王、A.K.D.総帥、デルタ・ベルン最高統治大統領」となっている）。
2. ↑  実際には完全な無の状態よりミコトの胎内に出現し、ミコトをはじめとする天照家の遺伝子情報をコピーして誕生した（『F.S.S.DESIGNS 1』より）。本来は天照王家は完全女系のため彼（とラキシス）の子供は王位継承権を持たないが、遺伝子上はミコトの子供に等しいために娘カレンは第85代天照女帝を名乗っている。
3. ↑  成人した時点で肉体の成長を止めたため。生後も数年間は自ら仮死状態に止めており、その間をジョーカー太陽星団の情報の収集に費やした。
4. ↑  劇中で人々が彼を「光の神」と呼んでいるが、これはあくまで尊称であり本当に神であるとは知る由もない。
5. ↑  これも天照家の血筋に多いようで、ログナーは「あの家系は、全員（察するとか）そういう部分のネジが緩んでいるんじゃなく抜け落ちている」と語っている。
6. ↑  この際、ソープ姿のアマテラスは「ヒマなのがボクたちしかいなかったとは・・・・」と述べ、ラキシスに「仕方ないです」と返されている。
7. ↑  アマテラスとソープは身体を共有しているため声も同じで、カステポーでソープの声を聞いたAKD士官バシュチェンコが「そのお声まさしく陛下」と発言している。なおバストーニュ領主ユーバーは「小鳥の様な美声」と評していた。
8. ↑  第1話でラキシスの目の前でソープからアマテラスに戻る際に、アマテラスが「そろそろ薬が切れる頃だ」とつぶやくシーンがあったが、リブート版1巻では削除されている。
9. ↑  一般的なエイリアスは本体が黙想状態となり、幽霊のような実体のない姿を飛ばすという物。ただしメル・リンスや東の君は完全な実体を持つ分身である。
10. ↑  「ソープ＝アマテラス」である事は第1話ラストまで読者にも伏せられていた。
11. ↑  第2話でソープとボード・ビュラードがコーラス23世の許を訪れた際に、リザート・マイスナーが「星団三大巨頭会談が行われている」と周囲の人物に説明したことがある。また第5話エピソード10では、フロートテンプルに侵入したボスヤスフォートが迎撃に出現したメル・リンスに対し「メル・リンス、いや天照!」と叫ぶシーンがある。
12. ↑  そのためミコトやアイシャ、ラキシスなど近しい者がアマテラス自身を「ソープ(様)」と呼ぶ事がある。またアマテラスが彼らの前でソープの髪型・服装をする事も多い。
13. ↑  第2話でロードスは「ソープ君はいい子じゃないか」と発言し、エストを仰天させていた。
14. ↑  MH(新設定ではGTM）の調整や修繕を統括する技能職。アマテラス自身はMHマイト/GTMガーランド（マイスター/スライダーの上位職。MH/GTMの設計を司る）である。
15. ↑  ただし、アマテラスがソープに化けて人々と交流するのは、母ミコトの教育や自身の学習により習得した感情表現の実践が目的のひとつとされており、こうしたソープの人物像もいわばそうした人格を「演じて」いるに過ぎない。
16. ↑  その代わりミラージュ騎士団各人の単独行動も黙認しており、ランドアンド・スパコーンなどは単独でハスハに赴いた。
17. ↑  実際に使っているのは神の力であってダイバー・パワーではないので、厳密にはバイアではない。
18. ↑  この時点ではマグダルの潜在能力には気づいていない模様。
19. ↑  その動向はミラージュ騎士たちにも伝わっており、入団後の指南はその内容を基に行われた。